# Комуна «Пчела»
Комуна «Пчела» (рос. Коммуна «Пчела») — селище у Брасовському районі Брянської області Росії. Входить до складу муніципального утворення Крупецьке сільське поселення.
Населення — 216 осіб.
Розташоване за 8 км на північний захід від смт Локоть, на автодорозі Локоть-Суземка.

## Історія
Розташоване на території Сіверщини.
Виникло у 1919 році на господарській базі монастиря «Площанська пустинь» (в 1924 році монастир був повністю закритий, з 1994 — знову чинний). Спочатку використовувалися тільки монастирські будівлі, пізніше селище значно розрослося. До 2005 року входило до складу Крупецької сільради.

## Населення
За найновішими даними, населення — 216 осіб (2013).
У минулому чисельність мешканців була такою:
| Роки      | 1926 | 1979 | 1989 | 2002 | 2010 |
| --------- | ---- | ---- | ---- | ---- | ---- |
| Населення | 125  | 390  | 265  | 287  | 229  |